# Amara thoracica
Amara thoracica är en skalbaggsart som beskrevs av Hayward. Amara thoracica ingår i släktet Amara och familjen jordlöpare. Inga underarter finns listade i Catalogue of Life.